# August Griese
August Griese (* 14. November 1895 in Gohfeld-Melbergen; † 7. Juli 1962 in Herford) war ein deutscher Politiker (SPD). Er wurde 1946 von allen Parteien zum Landrat des bis 1968 bestehenden Landkreises Herford gewählt. Außerdem wurde er 1950 in den Landtag von Nordrhein-Westfalen gewählt, dem er bis zu seinem Tod angehörte.

## Leben
Griese besuchte die Volksschule und arbeitete zunächst als Tischler, später als Werkmeister. Von 1919 bis 1933 war er Mitglied der Amtsvertretung des Amtes Gohfeld-Mennighüffen. In seiner Tätigkeit als Geschäftsführer und Rechtssekretär im Deutschen Holzarbeiterverband von 1924 bis 1933 vertrat er die Mitglieder persönlich vor dem Arbeitsgericht. Als die Arbeitslosigkeit in Deutschland um 1930 während der Weltwirtschaftskrise auf dem Höhepunkt stand, entwickelte August Griese seine Vorstellungen, wie junge arbeitslose Holzarbeiter von der Straße zu holen wären. Er organisierte Weiterbildungs- und Beschäftigungsmaßnahmen, so zum Beispiel einen so genannten Polierkurs, der vermittelte, wie hochwertige, polierte Möbel hergestellt werden konnten. Andere Gruppen junger Arbeitsloser rissen unter seiner Anleitung in Bad Oeynhausen Salinen ab oder bauten Segelflugzeuge.

## Politik
Griese war 1919 der SPD beigetreten. Nach der Machtergreifung durch die Nationalsozialisten im Jahre 1933 wurde Griese als aktiver Gewerkschafter und Sozialdemokrat aller Ämter enthoben und im gleichen Jahr wegen Widerstand inhaftiert, später trotzdem wieder entlassen. 1944 wurde er auf Grund der Offiziersrevolte nach dem Attentat auf Adolf Hitler am 20. Juli 1944 zum zweiten Male verhaftet und inhaftiert. Nach dem Krieg gehörte er zu den ersten Bürgern, die sich für den politischen Neubeginn engagierten. Bereits am 23. Mai 1945 war er bis 1946 Amtsbürgermeister im Amt Löhne. Am 5. Februar 1946 wurde Griese zum Amtsbürgermeister im Amt Löhne durch die britische Militärregierung in Herford ernannt und in seinem Amt bestätigt, weil der am 1. Februar 1946 gewählte Amtsbürgermeister Fritz von Hören als ungeeignet angesehen wurde. Ab 1946 war Griese Mitglied des Kreistages sowie seit dem 29. Mai 1946 Landrat des damaligen Landkreises Herford. Am 5. Juli 1950 wurde er in den neuen Landtag des Landes Nordrhein-Westfalen gewählt und blieb durch mehrere Wiederwahlen bis zu seinem Tod am 7. Juli 1962 in diesen Funktionen. Griese war der letzte preußische (bei seinem Amtsantritt war Preußen formal noch nicht aufgelöst) und zugleich der erste nordrhein-westfälische Landrat des Kreises Herford. In allen drei Wahlperioden, in denen er dem Landtag angehörte, wurde er direkt im Wahlkreis 143 Herford-Land-West gewählt.

## Ehrungen

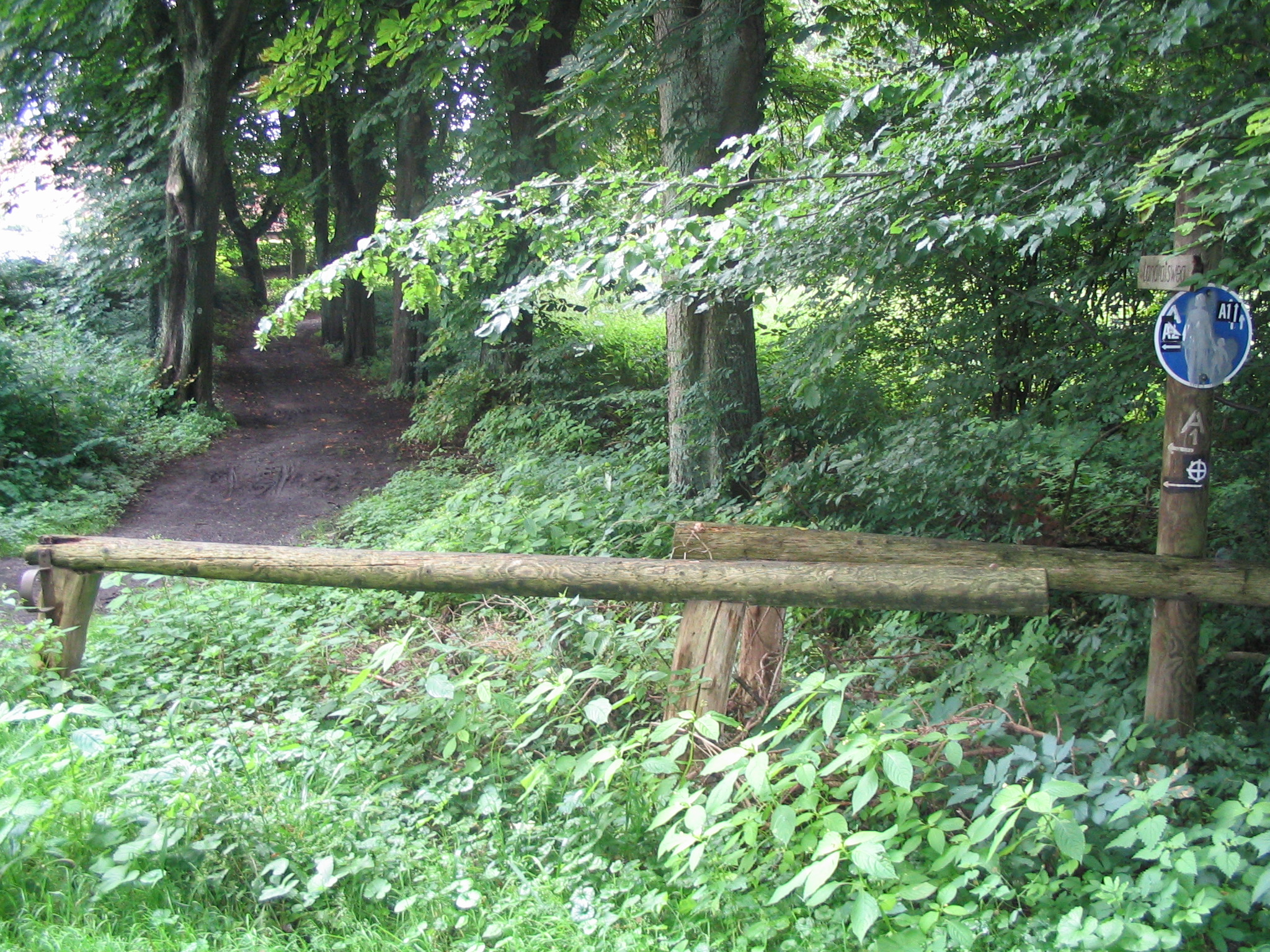
Landratsweg in Spenge

Seit 1972 trägt die Kreisberufsschule des Kreises Herford in Löhne den Namen August-Griese-Schule bzw. August-Griese-Berufskolleg. Im Katzenholz in Spenge erinnert eine Inschrift sowie der Landratsweg an August Griese. In der Stadt Enger ist eine Straße nach ihm benannt.

## Einzelnachweis
1. ↑  Heimatverein und Stadt Löhne, 1000 Jahre Löhne, Löhne 1993, ISBN 3-922911-00-5, S. 282

| Personendaten    | Personendaten                                     |
| ---------------- | ------------------------------------------------- |
| NAME             | Griese, August                                    |
| KURZBESCHREIBUNG | deutscher Gewerkschafter und Politiker (SPD), MdL |
| GEBURTSDATUM     | 14. November 1895                                 |
| GEBURTSORT       | Gohfeld-Melbergen                                 |
| STERBEDATUM      | 7. Juli 1962                                      |
| STERBEORT        | Herford                                           |